# Counting Down the Days
Counting Down the Days es el tercer álbum de la cantante australiana Natalie Imbruglia. Lanzado en 2005, contiene las canciones "Shiver" y "Counting Down the Days".
El álbum debutó en el número 1 en el Reino Unido vendiendo sobre 40 000 copias en su primera semana.

## Lista de canciones
1. "Starting Today" (Kara DioGuardi, Martin Harrington, Ash Howes, Natalie Imbruglia) – 2:53
2. "Shiver" (Imbruglia, Eg White, Shep Solomon) – 3:40
3. "Satisfied" (Daniel Johns) – 3:26
4. "Counting Down the Days" (Imbruglia, Matt Prime) – 4:07
5. "I Won't Be Lost" (Imbruglia, Harrington, Howes) – 3:50
6. "Slow Down" (Imbruglia, White) – 3:30
7. "Sanctuary" (Imbruglia, Gary Clark) – 3:06
8. "Perfectly" (Imbruglia, Steve Robson, Solomon, Paul Westcott) – 3:21
9. "On the Run" (DioGuardi, Harrington, Howes, Imbruglia) – 3:36
10. "Come on Home" (Dan Glendining) – 3:53
11. "When You're Sleeping" (Imbruglia, GaryClark) – 3:03
12. "Honeycomb Child" (Imbruglia, David Kosten) – 4:11

## Sencillos
| Título                   | fecha               | Posición Peak | Posición Peak | Posición Peak |
| Título                   | fecha               | UK            | AU            | FR            |
| ------------------------ | ------------------- | ------------- | ------------- | ------------- |
| "Shiver"                 | 21 de marzo de 2005 | 8             | 19            | 34            |
| "Counting Down the Days" | 25 de julio de 2005 | 23            | 52            | –             |

## Certificaciones
| País        | Proveedor (es)          | Posición |
| ----------- | ----------------------- | -------- |
| Alemania    | Germany Albums Top 50   | 35       |
| Australia   | Australia Albums Top 50 | 12       |
| Austria     | Austria Albums Top 75   | 35       |
| Francia     | France Albums Top 150   | 22       |
| Irlanda     | Ireland Albums Top 75   | 12       |
| Italia      | Italy Albums Top 50     | 11       |
| Holanda     | Dutch Albums Top 100    | 50       |
| Reino Unido | UK Albums Top 75        | 1        |
| Suiza       | Swiss Albums Top 100    | 9        |

| Predecesor: "The Definitive Collection" de Tony Christie | UK Albums Chart - Álbum No. 1 17 de abril de 2005 - 23 de abril de 2005 | Sucesor: "The Singles" de Basement Jaxx |